# Trypanosoma brucei rhodesiense
Trypanosoma brucei rhodiense Stephens & Fantham, 1910 è l'agente eziologico della tripanosomiasi est-africana. È trasmesso da glossine xerofile (mosca tse-tse) presenti nelle zone aride dove vivono le antilopi che rappresentano il serbatoio animale. Trypanosoma brucei rhodiense condivide il ciclo vitale con Trypanosoma brucei gambiense: vi è l'inoculazione del protozoo durante il pasto ematico della glossina nella forma metaciclica infettante che raggiunge il circolo ematico dopo essere andata incontro a moltiplicazione nella zona sottocutanea al punto di inoculazione. La forma Trypomastigote può colonizzare a distanza il sistema linfatico e nervoso centrale rendendosi responsabile delle manifestazioni cliniche della malattia.